# 椭圆无杆虫
椭圆无杆虫（学名：Cenellipsis ellipticum）为椭圆壳虫科无杆虫属的动物。在中国，分布于东海、南海等海域。